# 貢蒂

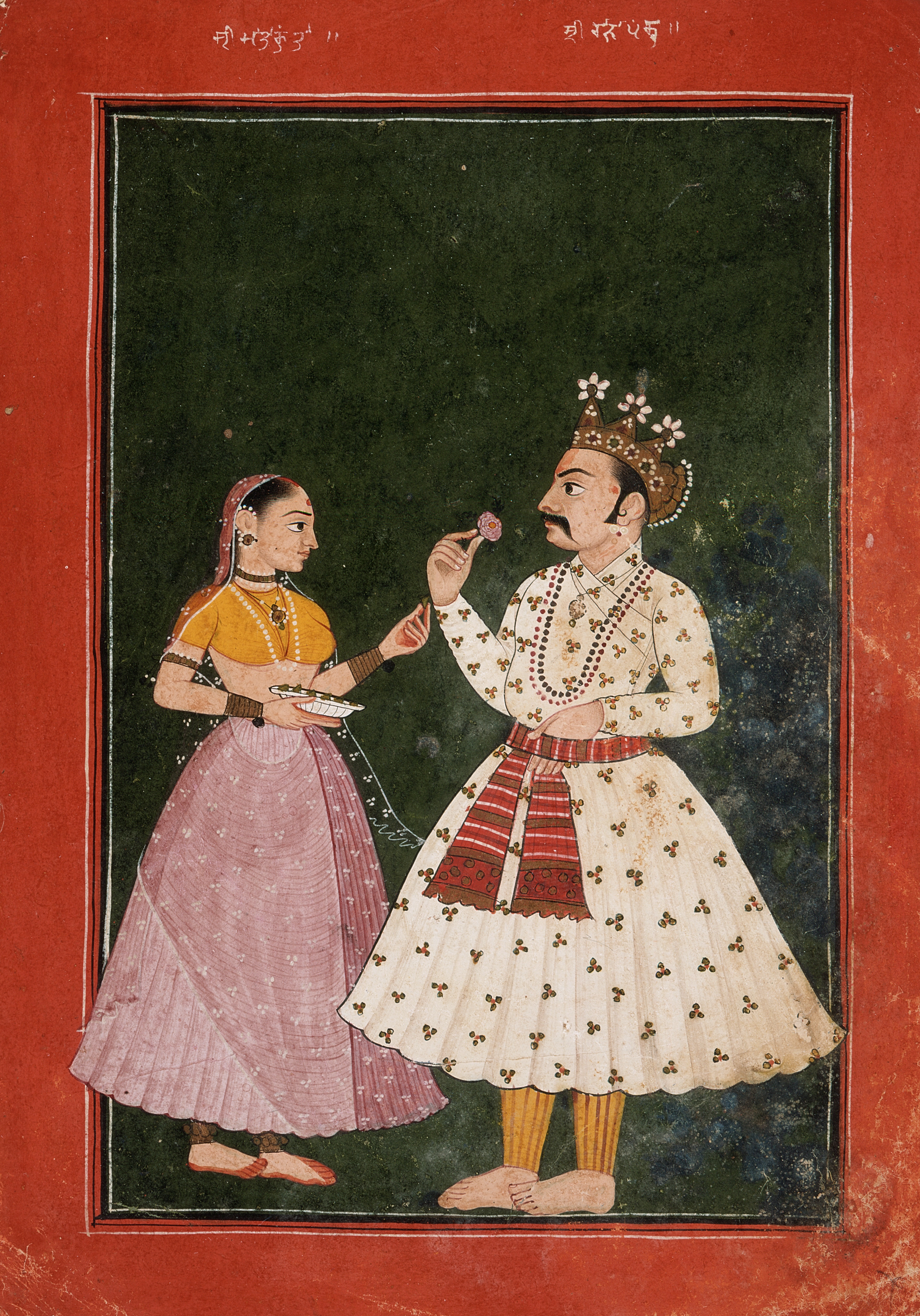
般度與貢蒂

貢蒂在摩訶婆羅多中是迦爾納和般度族五子的母親。貢蒂原本是耶度王蘇羅的女兒及黑天之父富天的妹妹。貢蒂年少時居於蔽衣仙人的家中服事他，仙人預知到貢蒂將會和沒有生殖能力的般度結合，因此傳授她天神產子的咒法。貢蒂學得咒法後嘗試向太陽發咒，結果與太陽神蘇利耶生下迦爾納。後來，貢蒂真的與般度結婚，先後向閻摩、伐由及因陀羅發咒，分別為般度生下堅戰、怖軍及阿周那，後來又協助般度另一妻子瑪德麗生下雙馬神的雙胞胎無種及偕天。